# Diables rouges (supporters)
 (mai 2010).
Si vous disposez d'ouvrages ou d'articles de référence ou si vous connaissez des sites web de qualité traitant du thème abordé ici, merci de compléter l'article en donnant les références utiles à sa vérifiabilité et en les liant à la section « Notes et références ».
Les Diables rouges, Red Devils (en anglais) ou les Bulgeun Angma (en coréen : 붉은악마) sont les supporteurs officiels de l'équipe nationale de football de la Corée du Sud.

## L'origine

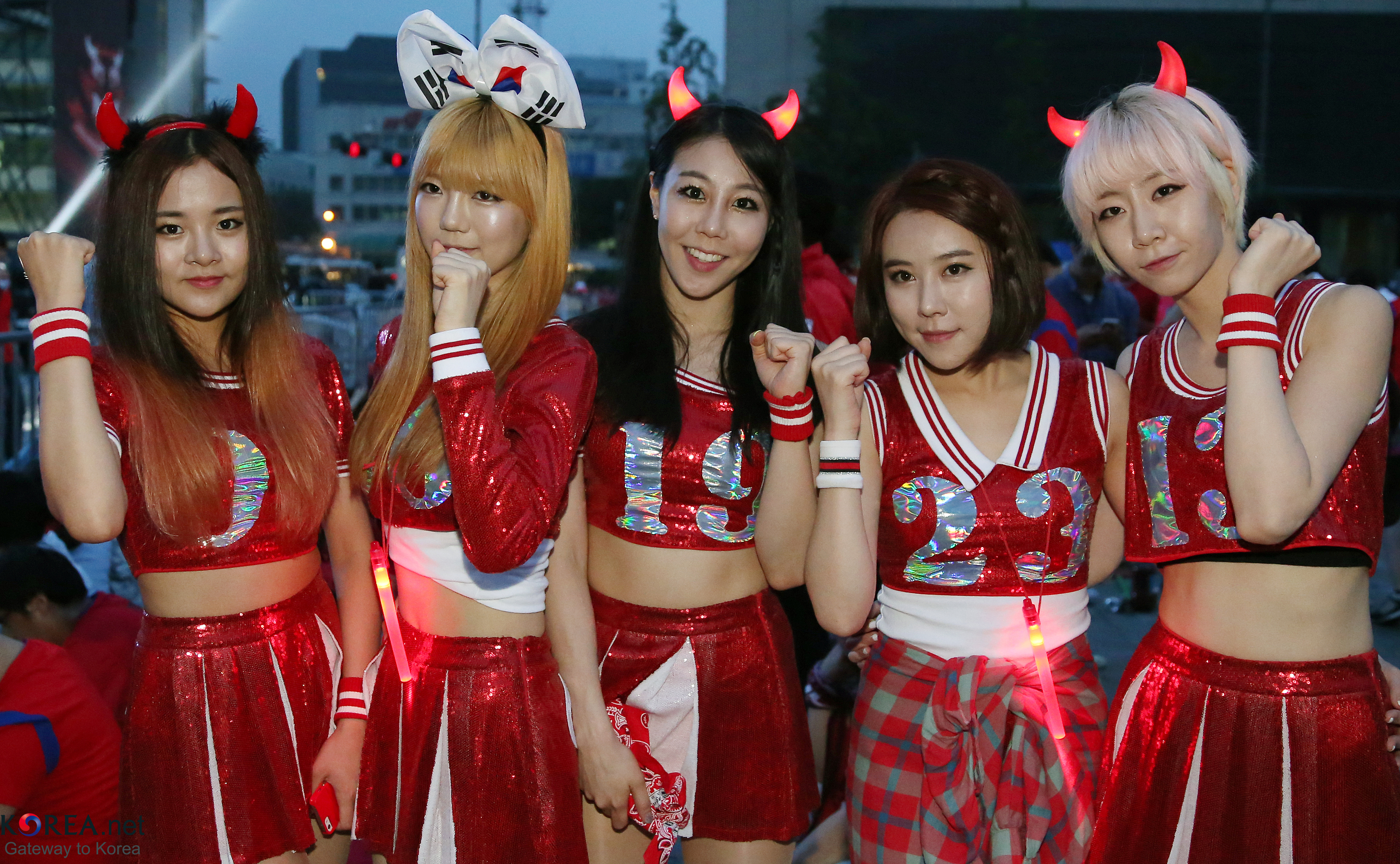
Supportrices de l'équipe nationale de Corée du Sud lors de la Coupe du monde 2014

Ils furent formés en 1997, juste avant la Coupe du monde de 1998 en France, dans un petit café internet, par quelques fans de football qui sentirent le besoin de soutenir l'équipe de manière organisée. Nommés diables rouges à cause de leur ambition de vouloir dominer et effrayer l'équipe adverse, et parce que la couleur de l'équipe nationale coréenne de football est le rouge, ils ont commencé à soutenir l'équipe en masse depuis 1998. Mais pendant la Coupe du monde de 2006 ils subirent des difficultés en ce qui concerne la publicité et le financement. On commença à les critiquer pour leur tendance commerciale. Le 13 mai 2007, les démons rouges annoncèrent qu'ils ne poursuivraient plus leurs activités.
Les diables rouges est une référence à Chiwoo surnommé "le roi diable rouge".
Chiwoo, dans des temps reculés (1046) aurait infligé de terribles défaites aux troupes chinoises. (Cf. Histoire de la Corée - des origines à nos jours, de Pascal Dayez-Burgeon).

## Supporteur

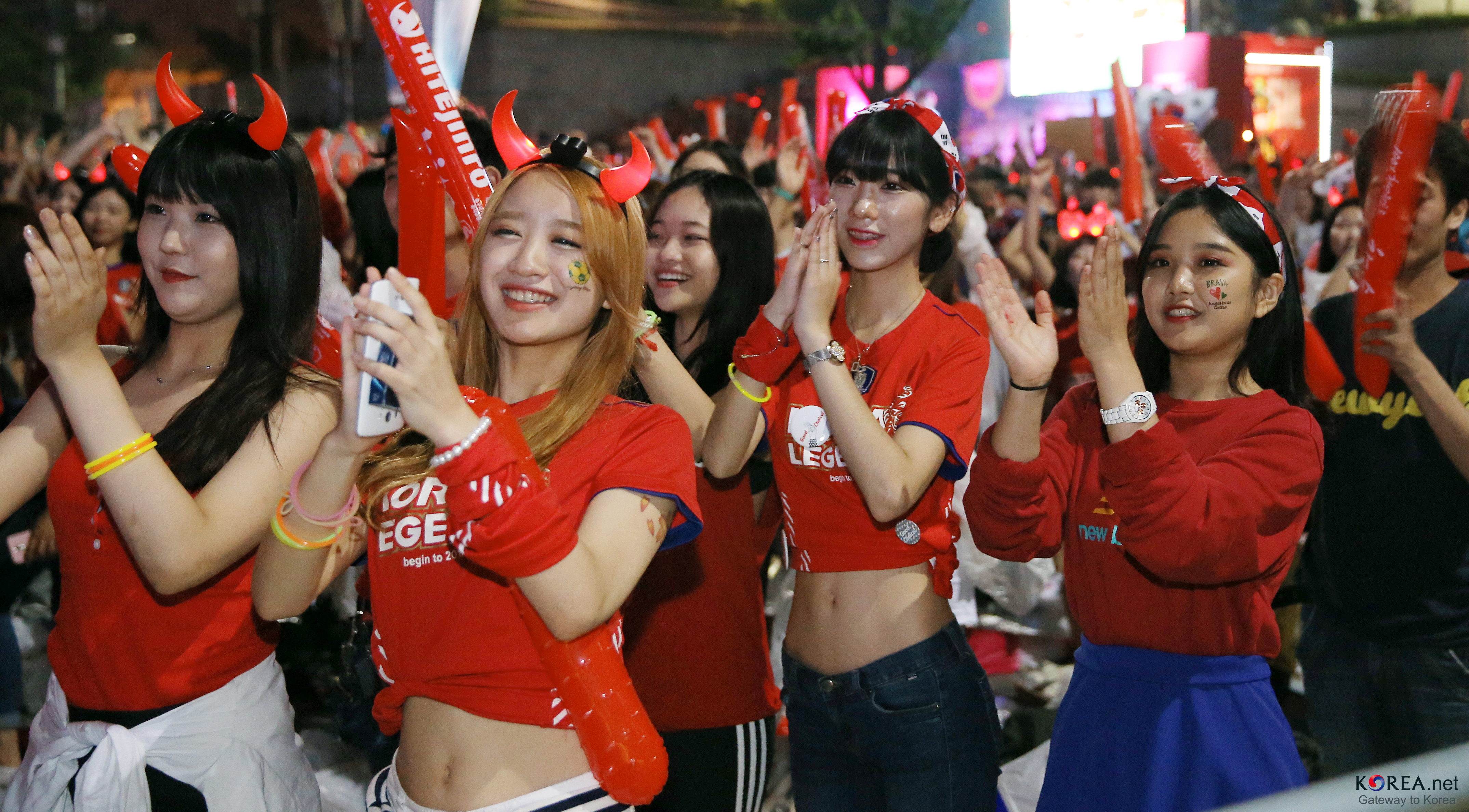
Fans de l'équipe national lors de la Coupe du monde au Brésil en 2014

À l'étranger, les démons rouges sont connus pour leur loyauté et leur dévotion envers l'équipe de Corée. C'était visible lors des Coupes du monde de 1998, 2002, 2006 et 2014. Les acclamations des démons rouges sont très bruyantes et censées gêner l'équipe adverse. Leur acclamation la plus connue est « 대~~한민국 » (Dae~~han Minguk), tap-tap -- tap-tap -- tap (5 frappes dans les mains à ce rythme). Dae~~han Minguk signifie Grande république des Hans en coréen, soit le nom local de la République de Corée.